# Pozuelo de Alarcón
Pour les articles homonymes, voir Alarcon.
Pozuelo de Alarcón est une commune espagnole, située dans la communauté de Madrid.

## Géographie

### Situation
La ville se situe au sud-ouest de Madrid qui l'entoure au nord, à l'est et au sud. Elle accueille un campus de l'université complutense de Madrid.

## Histoire
Son histoire commence à la fin de la guerre civile d’Espagne. Pozuelo a été complètement détruite et ravagée par les bombes et cela était un désastre, puis la ville a été reconstruite avec des pavillons assez riches et depuis cette ville est riche.

## Politique
À l'exception du premier mandat municipal qui fait suite à l'instauration de l'actuel régime démocratique, où la mairie est tenue par l'Union du centre démocratique (UCD), parti aujourd'hui disparu, la ville est dirigée depuis par le Parti populaire.

### Les maires
| Période | Période  | Identité                         | Étiquette | Qualité |
| ------- | -------- | -------------------------------- | --------- | ------- |
| 1979    | 1983     | Juan Carlos García de la Rasilla | UCD       |         |
| 1983    | 2003     | José Martín-Crespo               | PP        |         |
| 2003    | 2009     | Jesús Sepúlveda                  | PP        |         |
| 2009    | 2011     | Gonzalo Aguado                   | PP        |         |
| 2011    | 2015     | Paloma Adrados                   | PP        |         |
| 2015    | 2023     | Susana Pérez Quislant (es)       | PP        |         |
| 2023    | En cours | Paloma Tejero                    | PP        |         |

Deux d'entre eux, Jesús Sepúlveda et Gonzalo Aguado, sont impliqués dans l'affaire Gürtel, entraînant la démission de la majeure partie de l'équipe pour les mandats 2003-2007 et 2007-2011,.

## Fortunes
La ville est connue pour être une banlieue chic et aisée où résident de nombreux joueurs du Real Madrid Club de Fútbol, des personnalités du divertissement et des chefs d'entreprises.

### Personnalité résidant dans la ville
- Gareth Bale
- Karim Benzema
- Penélope Cruz et Javier Bardem
- Toni Kroos
- Luka Modrić
- Marcelo Vieira da Silva Júnior
- Zinédine Zidane

## Jumelages
- Issy-les-Moulineaux (France) depuis 1990 ;
- Poznań (Pologne) depuis le 9 octobre 1992 ;
- Recanati (Italie) depuis 2003 ;
- Xicheng (Chine) depuis 2006 ;
- Bir Lehlou (Sahara occidental) depuis 2008.

## Galerie

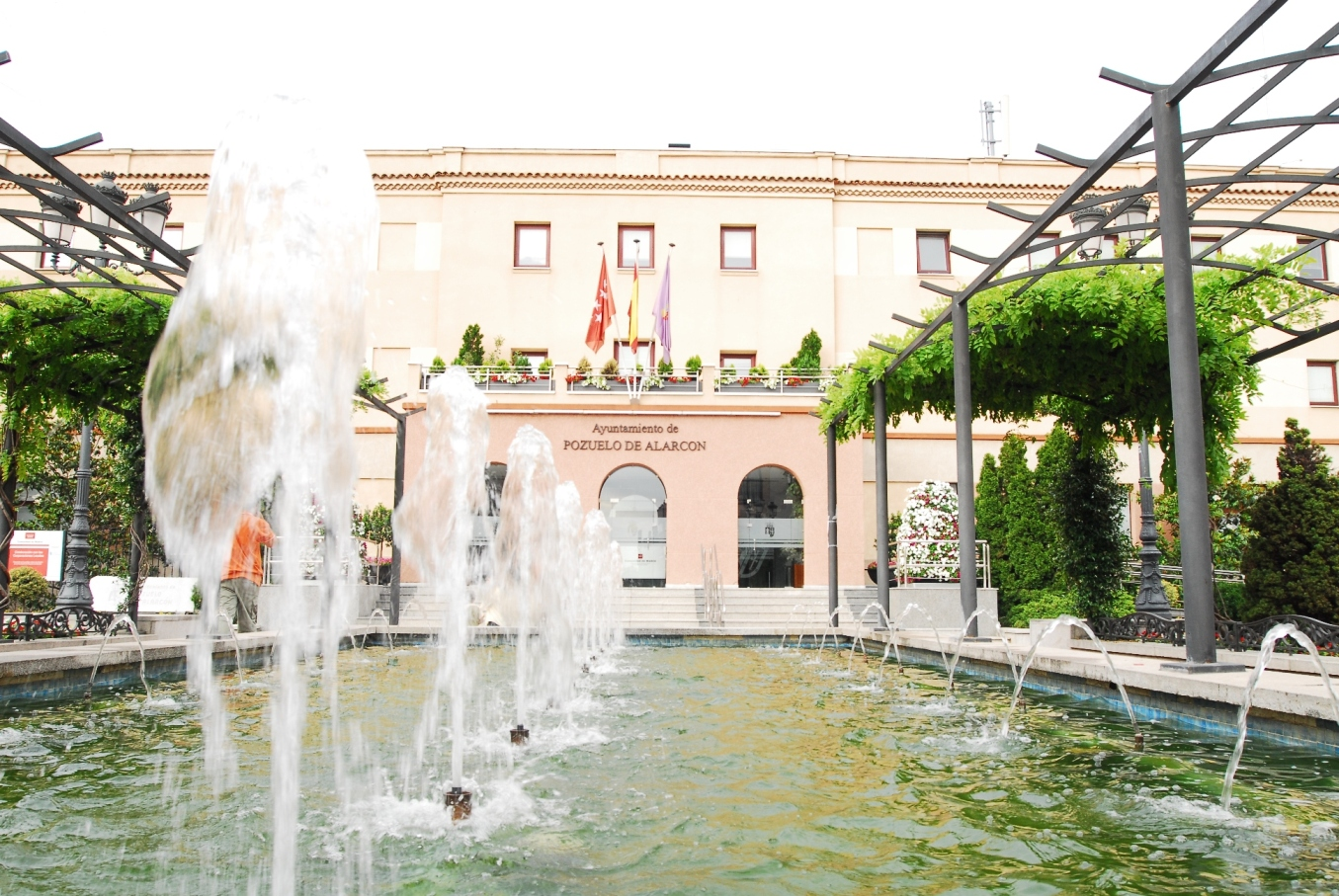
Hôtel de ville, sur la Plaza Mayor.
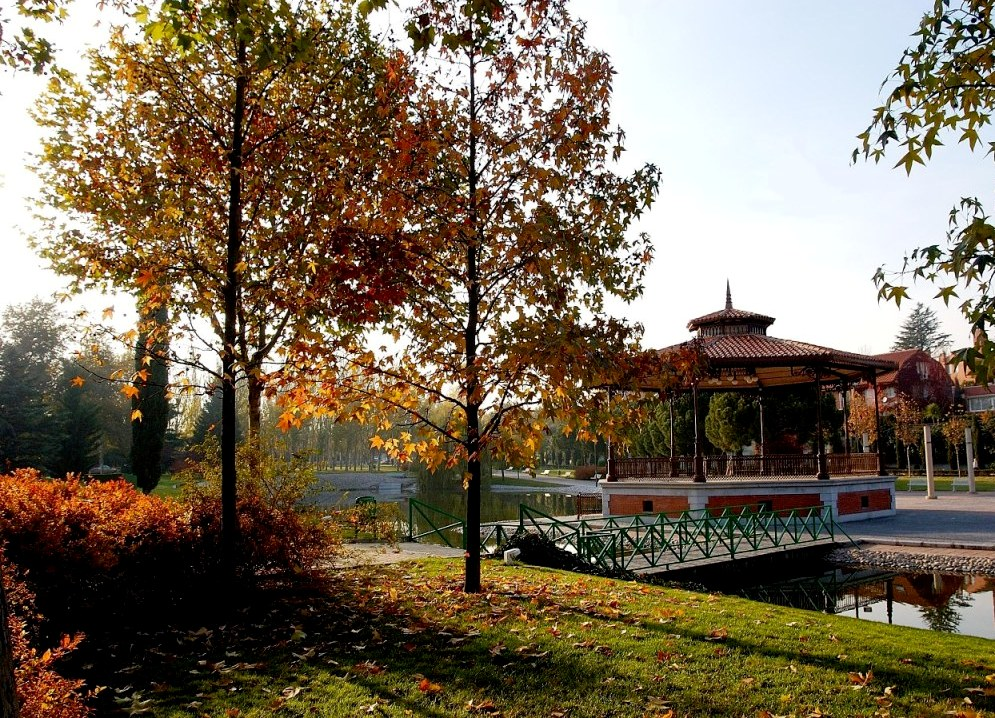
Parque de las Minas.